# Giải vô địch bóng đá bãi biển thế giới 2009
Giải vô địch bóng đá bãi biển thế giới 2009 là giải đấu lần thứ 5 của Giải vô địch bóng đá bãi biển thế giới do FIFA quản lý. Nhìn chung, đây là giải đấu lần thứ 15 kể từ khi phiên bản giải đấu của BSWW tổ chức từ năm 1995 đến năm 2004. Được tổ chức tại Dubai, Các Tiểu vương quốc Ả Rập Thống nhất từ ngày 16 tháng 11 đến ngày 22 tháng 11 năm 2009. Đây là lần thứ hai giải đấu diễn ra bên ngoài Brasil, lần đầu tiên được tổ chức tại châu Á và là mùa giải cuối cùng được tổ chức hàng năm.
Brasil đã giành chức vô địch lần thứ 4 liên tiếp và là danh hiệu vô địch thứ 13 nói chung.

## Vòng loại

### Khu vực châu Phi
Vòng loại để xác định hai đội châu Phi sẽ tham dự giải vô địch thế giới đã diễn ra tại Durban, Nam Phi trong năm thứ 4 liên tiếp từ ngày 1 tháng 7 đến ngày 5 tháng 7 với 9 đội tuyển tham dự. Cuối cùng, Nigeria giành chức vô địch lần thứ hai và vượt qua vòng loại lần đầu tiên kể từ năm 2007, cùng với Bờ Biển Ngà giành vị trí á quân và vượt qua vòng loại lần đầu tiên.

### Khu vực châu Á
Vòng loại châu Á được tổ chức tại Dubai, Các Tiểu vương quốc Ả Rập Thống nhất từ ngày 7 đến ngày 11 tháng 11. Với chỉ 7 đội tham dự vòng loại, Các Tiểu vương quốc Ả Rập Thống nhất đã giành quyền tham dự World Cup với tư cách là đội thứ 8 cân bằng hai bảng ở vòng bảng. Nhật Bản đã giành quyền tham dự World Cup lần thứ tư sau khi đánh bại Bahrain (đội đã vượt qua vòng loại World Cup lần thứ hai) trong trận chung kết.

### Khu vực châu Âu
UEFA đã tổ chức giải đấu lần thứ hai dành riêng cho vòng loại World Cup tại Castellón, Tây Ban Nha từ ngày 7 tháng 6 đến ngày 14 tháng 6. Đội chủ nhà Tây Ban Nha đã giành chức vô địch, với Nga giành giải á quân. Thụy Sĩ đã đánh bại Bồ Đào Nha trong trận tranh hạng ba, nhưng bất kể kết quả thế nào cả hai đội đều vượt qua vòng loại, cùng với các đội vào chung kết. Ý đã đánh bại Pháp trong trận tranh hạng năm để vượt qua vòng loại.

### Khu vực Bắc, Trung Mỹ và Caribe
Vòng loại khu vực Bắc, Trung Mỹ và Caribe diễn ra từ ngày 17 tháng 6 đến ngày 21 tháng 6 tại Puerto Vallarta, Mexico trong năm thứ hai liên tiếp sau khi bị hoãn vào tháng 5 do đại dịch cúm. El Salvador và Costa Rica là hai đội vào chung kết, đồng nghĩa với việc cả hai đều vượt qua vòng loại World Cup; El Salvador lần thứ hai và Costa Rica lần đầu tiên. El Salvador đã đánh bại Costa Rica trong trận chung kết để giành chức vô địch đầu tiên.

### Khu vực châu Đại Dương
Vòng loại để quyết định một đội tuyển từ châu Đại Dương sẽ tham dự World Cup đã diễn ra tại Moorea, Tahiti, từ ngày 27 tháng 7 đến ngày 31 tháng 7. Mặc dù Vanuatu giành chiến thắng ở vòng bảng, nhưng sau đó đã để thua trong trận chung kết trước Quần đảo Solomon, đội đã giành chức vô địch thứ ba và giành quyền tham dự World Cup trong năm thứ tư liên tiếp.

### Khu vực Nam Mỹ
Vòng loại khu vực Nam Mỹ diễn ra từ ngày 11 tháng 3 đến ngày 15 tháng 3, tại Montevideo, Uruguay. Brasil và đội chủ nhà Uruguay là hai đội vào chung kết, đồng nghĩa với việc cả hai đều giành quyền tham dự World Cup. Brasil đã đánh bại Uruguay trong trận chung kết để giành chức vô địch. Argentina và Ecuador đã bị loại ở bán kết và phải thi đấu với nhau trong trận tranh hạng ba. Argentina đã đánh bại Ecuador để giành suất thứ ba tại World Cup.

### Chủ nhà
Các Tiểu vương quốc Ả Rập Thống nhất tự động. tham dự với tư cách chủ nhà.

## Đội tuyển
Dưới đây là các đội tuyển đủ điều kiện tham dự World Cup:
| Khu vực châu Á: - Bahrain - Nhật Bản - UAE (chủ nhà) Khu vực châu Phi: - Bờ Biển Ngà (tham dự lần đầu) - Nigeria Khu vực châu Âu: - Ý - Nga - Bồ Đào Nha - Tây Ban Nha - Thụy Sĩ | Khu vực Bắc, Trung Mỹ và Caribe: - Costa Rica (tham dự lần đầu) - El Salvador Khu vực châu Đại Dương: - Quần đảo Solomon Khu vực Nam Mỹ: - Argentina - Brasil - Uruguay |

## Địa điểm
Hai địa điểm đã được sử dụng tại Bãi biển Jumeirah, Dubai, Các Tiểu vương quốc Ả Rập Thống nhất trong suốt mùa giải với các trận đấu được chia đều như sau.
| Bãi biển Jumeirah (Sân chính)      | Bãi biển Jumeirah (Sân 2)          |
| 25°21′B 55°25′Đ / 25,35°B 55,417°Đ | 25°21′B 55°25′Đ / 25,35°B 55,417°Đ |
| Sức chứa: 5,700                    | Sức chứa: 1,200                    |

## Vòng bảng
16 đội tham dự vòng chung kết tại Các Tiểu vương quốc Ả Rập Thống nhất được chia thành 4 bảng, mỗi bảng 4 đội. Mỗi đội đấu với 3 đội khác trong bảng theo thể thức vòng tròn, với hai đội đứng đầu sẽ tiến vào vòng tứ kết. Các trận tứ kết, bán kết và trận chung kết được thì đấu theo thể thức đấu loại trực tiếp.
Tất cả các trận diễn ra theo giờ địa phương ở Dubai (UTC+4).

### Bảng A
| Đội              | ST | T | T+ | B | BT | BB | HS  | Đ |
| ---------------- | -- | - | -- | - | -- | -- | --- | - |
| Uruguay          | 3  | 2 | 0  | 1 | 12 | 8  | +4  | 6 |
| Bồ Đào Nha       | 3  | 2 | 0  | 1 | 14 | 8  | +6  | 6 |
| UAE              | 3  | 1 | 0  | 2 | 12 | 12 | 0   | 3 |
| Quần đảo Solomon | 3  | 1 | 0  | 2 | 9  | 19 | -10 | 3 |

- Uruguay và Bồ Đào Nha được xếp hạng dựa trên kết quả đối đầu trực tiếp.

| Uruguay                                                    | 6–7      | Quần đảo Solomon                                             |
| ---------------------------------------------------------- | -------- | ------------------------------------------------------------ |
| Ricar 3', 32' · Martin 10', 29' · Pampero 29' · Fabian 31' | Chi tiết | 6', 15', 15' Laua · 8' Hosea · 9' Makaa · 11' Wale · 22' Omo |

| UAE                                                                             | 5–7      | Bồ Đào Nha                                                                |
| ------------------------------------------------------------------------------- | -------- | ------------------------------------------------------------------------- |
| Al Mesaabi 1' · Sadeqi 6' · Alabadla 8' · K. Albalooshi 25' · I. Albalooshi 28' | Chi tiết | 20' Ze Maria · 24' Belchior · 27', 31', 33' Madjer · 27' Alan · 28' Bilro |

| Bồ Đào Nha   | 1–2      | Uruguay      |
| ------------ | -------- | ------------ |
| Belchior 18' | Chi tiết | 7', 35' Coco |

| Quần đảo Solomon | 1–7      | UAE                                                                                                 |
| ---------------- | -------- | --------------------------------------------------------------------------------------------------- |
| Hale 1'          | Chi tiết | 1', 6' K. Albalooshi · 13' I. Albalooshi · 22' Alabadla · 24' Al Mesaabi · 30' Sadeqi · 31' Ranjbar |

| Bồ Đào Nha                                                        | 6–1      | Quần đảo Solomon |
| ----------------------------------------------------------------- | -------- | ---------------- |
| Madjer 1', 6' · Ze Maria 10' · Belchior 29', 32' · Bruno Novo 36' | Chi tiết | 12' Hosea        |

| UAE | 0–4      | Uruguay                                  |
| --- | -------- | ---------------------------------------- |
|     | Chi tiết | 2', 34' Ricar · 10' Pampero · 28' Martin |

### Bảng B
| Đội         | ST | T | T+ | B | BT | BB | HS  | Đ |
| ----------- | -- | - | -- | - | -- | -- | --- | - |
| Nhật Bản    | 3  | 2 | 1  | 0 | 15 | 9  | +6  | 8 |
| Tây Ban Nha | 3  | 2 | 0  | 1 | 21 | 14 | +7  | 6 |
| Bờ Biển Ngà | 3  | 1 | 0  | 2 | 15 | 18 | -3  | 3 |
| El Salvador | 3  | 0 | 0  | 3 | 11 | 21 | -10 | 0 |

| Bờ Biển Ngà                                           | 7–6      | El Salvador                                                  |
| ----------------------------------------------------- | -------- | ------------------------------------------------------------ |
| Enounou 1', 21', 26', 27', 36' · Daniel 12' · Aka 23' | Chi tiết | 7', 29' Hernández · 7' Ruiz · 8' Torres · 11', 11' Velásquez |

| Tây Ban Nha                                                          | 5–5 (s.h.p.) | Nhật Bản                                        |
| -------------------------------------------------------------------- | ------------ | ----------------------------------------------- |
| Oda 7' (l.n.) · Juanma 18' · Javier Torres 22' · Nico 24' · Wayo 39' | Chi tiết     | 14' Toma · 15', 26' Tabata · 16' Higa · 38' Oda |
| Loạt sút luân lưu                                                    |              |                                                 |
| Nico · Juanma · Kuman                                                | 2–3          | Yamauchi · Makino · Higa                        |

| Nhật Bản                           | 3–2      | Bờ Biển Ngà            |
| ---------------------------------- | -------- | ---------------------- |
| Makino 11' · Toma 26' · Tabata 32' | Chi tiết | 10' Aka · 17' Ouattara |

| El Salvador              | 3–7      | Tây Ban Nha                                                                         |
| ------------------------ | -------- | ----------------------------------------------------------------------------------- |
| Ruiz 7', 14' · Garay 22' | Chi tiết | 7' Amarelle · 14', 31' J. Torres · 15' Nico · 22' C. Torres · 26' Wayo · 34' Millos |

| Tây Ban Nha                                                                                                | 9–6      | Bờ Biển Ngà                                              |
| --- | -------- | -------------------------------------------------------- |
| Wayo 3' · Amarelle 11', 14' · Kuman 17' · Juanma 17', 28' · C.Torres 19' · Coulibaly 25' (l.n.) · Nico 28' | Chi tiết | 4', 25' Kabletchi · 10' Diomande · 10', 17', 36' Enounou |

| Nhật Bản                                                                       | 7–2      | El Salvador                |
| ------------------------------------------------------------------------------ | -------- | -------------------------- |
| Kawaharazuka 4' · Toma 6' · Maezono 7', 13' · Makino 8' · Oda 22' · Tabata 27' | Chi tiết | 22' Hernández · 36' Torres |

### Bảng C
| Đội        | ST | T | T+ | B | BT | BB | HS  | Đ |
| ---------- | -- | - | -- | - | -- | -- | --- | - |
| Nga        | 3  | 2 | 0  | 1 | 11 | 5  | +6  | 6 |
| Ý          | 3  | 1 | 1  | 1 | 7  | 6  | +1  | 5 |
| Argentina  | 3  | 1 | 1  | 1 | 11 | 6  | +5  | 5 |
| Costa Rica | 3  | 0 | 0  | 3 | 2  | 14 | -12 | 0 |

- Ý và Argentina được xếp hạng dựa trên kết quả đối đầu trực tiếp.[7]

| Argentina                       | 2–3 (s.h.p.) | Ý                                            |
| ------------------------------- | ------------ | -------------------------------------------- |
| E. Hilaire 15' · S. Hilaire 20' | Chi tiết     | 19' Palmacci · 25' Pasquali · 37' Carotenuto |

| Nga                                                                          | 5–1      | Costa Rica  |
| ---------------------------------------------------------------------------- | -------- | ----------- |
| Krasheninnikov 6' · Shkarin 10' · Leonov 13' · Shishin 17' · Shakhmelyan 18' | Chi tiết | 29' Cameron |

| Costa Rica | 0–6      | Argentina                                                            |
| ---------- | -------- | -------------------------------------------------------------------- |
|            | Chi tiết | 14', 28' F. Hilaire · 15' E. Hilaire · 19', 36' Dallera · 30' Minici |

| Ý           | 1–3      | Nga                                           |
| ----------- | -------- | --------------------------------------------- |
| Palmacci 2' | Chi tiết | 25' Leonov · 28' Shkarin · 28' Krasheninnikov |

| Costa Rica  | 1–3      | Ý                                        |
| ----------- | -------- | ---------------------------------------- |
| Sterling 9' | Chi tiết | 8' Feudi · 10' Carotenuto · 35' Palmacci |

| Nga                                  | 3–3 (s.h.p.) | Argentina                                 |
| ------------------------------------ | ------------ | ----------------------------------------- |
| Shaykov 3', 13' · Shakhmelyan 5'     | Chi tiết     | 3' Franceschini · 26', 36' F. Hilaire     |
| Loạt sút luân lưu                    |              |                                           |
| Leonov · Shishin · Shkarin · Makarov | 3–4          | E. Hilaire · Leguizamon · Galvan · Minici |

### Bảng D
| Đội     | ST | T | T+ | B | BT | BB | HS  | Đ |
| ------- | -- | - | -- | - | -- | -- | --- | - |
| Brasil  | 3  | 3 | 0  | 0 | 23 | 8  | +15 | 9 |
| Thụy Sĩ | 3  | 2 | 0  | 1 | 15 | 11 | +4  | 6 |
| Nigeria | 3  | 1 | 0  | 2 | 16 | 21 | –5  | 3 |
| Bahrain | 3  | 0 | 0  | 3 | 9  | 23 | –14 | 0 |

| Thụy Sĩ                                                                | 6–5      | Bahrain                                        |
| ---------------------------------------------------------------------- | -------- | ---------------------------------------------- |
| Stanković 7', 32' · Schirinzi 11' · Spaccarotella 12', 35' · Jäggy 34' | Chi tiết | 2', 16', 34' Salem · 17' Abdulla · 27' Mubarak |

| Brasil                                                                                                   | 11–5     | Nigeria                                       |
| --- | -------- | --------------------------------------------- |
| Sidney 1', 23' · Bueno 2' · Benjamin 7' · André 9' · Daniel 12', 26' · Bruno 15', 26', 27' · Betinho 28' | Chi tiết | 1', 30' Olawale · 5', 30' Tale · 35' Ibenegbu |

| Nigeria               | 2–7      | Thụy Sĩ                                                       |
| --------------------- | -------- | ------------------------------------------------------------- |
| Olawale 14' · Abu 17' | Chi tiết | 1' Spaccarotella · 1', 7', 14', 16' Stanković · 3', 7' Jaeggy |

| Bahrain       | 1–8      | Brasil                                                                       |
| ------------- | -------- | ---------------------------------------------------------------------------- |
| Almughawi 36' | Chi tiết | 1', 3', 4', 29' Buru · 10' Bruno · 22' Daniel Souza · 31' Andre · 36' Daniel |

| Nigeria                                                                                     | 9–3      | Bahrain                      |
| ------------------------------------------------------------------------------------------- | -------- | ---------------------------- |
| Ezimorah 4' · Tale 8' · Agu 8', 9' · Ibenegbu 12', 21' · Abu 16' · Usman 30' · Okemmiri 34' | Chi tiết | 6', 35' Salem · 22' Aldoseri |

| Brasil                                    | 4–2      | Thụy Sĩ           |
| ----------------------------------------- | -------- | ----------------- |
| Benjamin 10', 31' · Andre 29' · Bruno 35' | Chi tiết | 1', 26' Stanković |

## Vòng đấu loại trực tiếp
|  | Tứ kết               | Tứ kết               |                      |   | Bán kết       | Bán kết       |  |  | Chung kết | Chung kết |
|  |                      |                      |                      |   |               |               |  |  |           |           |
|  | 20 tháng 11 năm 2009 |                      |                      |   |               |               |  |  |           |           |
|  |                      |                      |                      |   |               |               |  |  |           |           |
|  | Uruguay              | 3                    |                      |   |               |               |  |  |           |           |
|  | Uruguay              | 3                    | 21 tháng 11 năm 2009 |   |               |               |  |  |           |           |
|  | Tây Ban Nha          | 2                    |                      |   |               |               |  |  |           |           |
|  | Tây Ban Nha          | 2                    | Uruguay              | 4 |               |               |  |  |           |           |
|  | 20 tháng 11 năm 2009 |                      | Uruguay              | 4 |               |               |  |  |           |           |
|  |                      | Thụy Sĩ              | 7                    |   |               |               |  |  |           |           |
|  | Nga                  | Thụy Sĩ              | 7                    | 2 |               |               |  |  |           |           |
|  | Nga                  |                      | 22 tháng 11 năm 2009 | 2 |               |               |  |  |           |           |
|  | Thụy Sĩ              | 4                    |                      |   |               |               |  |  |           |           |
|  | Thụy Sĩ              | 4                    | Thụy Sĩ              | 5 |               |               |  |  |           |           |
|  | 20 tháng 11 năm 2009 |                      | Thụy Sĩ              | 5 |               |               |  |  |           |           |
|  |                      | Brasil               | 10                   |   |               |               |  |  |           |           |
|  | Nhật Bản             | Brasil               | 10                   | 1 |               |               |  |  |           |           |
|  | Nhật Bản             | 21 tháng 11 năm 2009 |                      | 1 |               |               |  |  |           |           |
|  | Bồ Đào Nha           | 2                    |                      |   |               |               |  |  |           |           |
|  | Bồ Đào Nha           | 2                    | Bồ Đào Nha           | 2 |               |               |  |  |           |           |
|  | 20 tháng 11 năm 2009 |                      | Bồ Đào Nha           | 2 |               |               |  |  |           |           |
|  |                      | Brasil               | 8                    |   | Tranh hạng ba | Tranh hạng ba |  |  |           |           |
|  | Brasil               | Brasil               | 8                    | 6 | Tranh hạng ba | Tranh hạng ba |  |  |           |           |
|  | Brasil               |                      | 22 tháng 11 năm 2009 | 6 |               |               |  |  |           |           |
|  | Ý                    | 4                    |                      |   |               |               |  |  |           |           |
|  | Ý                    | 4                    | Uruguay              | 7 |               |               |  |  |           |           |
|  |                      |                      |                      |   |               |               |  |  |           |           |
|  | Bồ Đào Nha           | 14                   |                      |   |               |               |  |  |           |           |
|  | Bồ Đào Nha           | 14                   |                      |   |               |               |  |  |           |           |

### Tứ kết
| Nhật Bản   | 1–2      | Bồ Đào Nha                |
| ---------- | -------- | ------------------------- |
| Uehara 26' | Chi tiết | 17' Madjer · 36' Belchior |

| Nga                       | 2–4      | Thụy Sĩ                            |
| ------------------------- | -------- | ---------------------------------- |
| Makarov 13' · Shishin 23' | Chi tiết | 4', 13', 24' Stanković · 33' Meier |

| Brasil                                                 | 6–4      | Ý                           |
| ------------------------------------------------------ | -------- | --------------------------- |
| Sidney 6' · André 11', 17', 31' · Bruno 25' · Buru 36' | Chi tiết | 17', 26', 26', 31' Pasquali |

| Uruguay                     | 3–2 (s.h.p) | Tây Ban Nha                 |
| --------------------------- | ----------- | --------------------------- |
| Martin 18' · Ricar 27', 37' | Chi tiết    | Amarelle 28' · C.Torres 32' |

### Bán kết
| Bồ Đào Nha           | 2–8      | Brasil                                                                                            |
| -------------------- | -------- | ------------------------------------------------------------------------------------------------- |
| Bilro 13' · Alan 34' | Chi tiết | 6' Sidney · 8' Benjamin · 12', 12' Bruno · 19' Daniel · 24' Betinho · 26' Buru · 34' Daniel Souza |

| Thụy Sĩ                                                                   | 7–4      | Uruguay                                 |
| ------------------------------------------------------------------------- | -------- | --------------------------------------- |
| Stanković 3', 12', 26', 29' · Spaccarotella 20' · Leu 30' · Rodrigues 36' | Chi tiết | 24', 31' Martin · 27' Coco · 36' Matias |

### Tranh hạng ba
| Bồ Đào Nha | 14–7     | Uruguay                                                                                 |
| --- | -------- | --------------------------------------------------------------------------------------- |
| Torres 3', 5', 26' · Madjer 6', 13', 22', 24', 30', 36', 36' · Jose Maria 11', 21' · Miguel 16' (l.n.) · Coimbra 20' | Chi tiết | 6' Coco · 13' Pampero · 18' Matias · 22' (l.n.) Alan · 24' Ricar · 26' Fabian · 32' Oli |

### Chung kết
| Brasil                                                                                              | 10–5     | Thụy Sĩ                                                               |
| --------------------------------------------------------------------------------------------------- | -------- | --------------------------------------------------------------------- |
| André 6', 23' · Betinho 8', 23' · Buru 8', 15' · Daniel 12' · Benjamin 18' · Sidney 31' · Bueno 36' | Chi tiết | 9' Jaeggy · 30' Meier · 31' Rodrigues · 34' Schirinzi · 36' Stanković |

## Vô địch
| Giải vô địch bóng đá bãi biển thế giới 2009              |
| -------------------------------------------------------- |
| · Brasil · Lần thứ 4 · Danh hiệu vô địch thế giới thứ 13 |

## Giải thưởng
| Quả bóng vàng        | Quả bóng bạc   | Quả bóng đồng   |
| -------------------- | -------------- | --------------- |
| Dejan Stankovic      | Madjer         | Benjamin        |
| Chiếc giày vàng      | Chiếc giày bạc | Chiếc giày đồng |
| Dejan Stankovic      | Madjer         | Buru            |
| 16 bàn               | 13 bàn         | 8 bàn           |
| Găng tay vàng        |                |                 |
| Mao                  |                |                 |
| Giải phong cách FIFA |                |                 |
| Nhật Bản · Nga       |                |                 |

## Cầu thủ ghi bàn
Đã có 284 bàn thắng ghi được trong 32 trận đấu, trung bình 8.88 bàn thắng mỗi trận đấu.
16 bàn thắng
- Dejan Stankovic

13 bàn thắng
- Madjer

8 bàn thắng
- Ludovic Ehounou
- André
- Buru

7 bàn thắng
- Ricar

6 bàn thắng
- Bruno

5 bàn thắng
- Rashed Salem
- Benjamin
- Daniel
- Sidney
- Belchior
- Roberto Pasquali

4 bàn thắng
- Federico Hilaire
- Betinho
- Teruki Tabata
- Ze Maria
- Amarelle
- Moritz Jäggy
- Sandro Spaccarotella
- Martin

3 bàn thắng
- Bartholomew Ibenegbu
- Tomas Hernandez
- Agustin Ruiz
- Paolo Palmacci
- Masahito Toma
- Isiaka Olawale
- Victor Tale
- Torres
- Robert Laua
- Christian Torres
- Javier Torres
- Juanma
- Nico
- Wayo
- Karim Albalooshi
- Pampero

2 bàn thắng
- Augustin Dallera
- Ezequiel Hilaire
- Bueno
- Daniel Souza
- Frederic Aka
- Didier Kabletchi
- Walter Torres
- Frank Velasquez
- Pasquale Carotenuto
- Masakiyo Maezono
- Shinji Makino
- Hirofumi Oda
- Azeez Abu
- Gabriel Agu
- Victor Tale
- Alan
- Bilro
- Ze Maria
- Yury Krasheninnikov
- Ilya Leonov
- Rustam Shakhmelyan
- Dmitry Shishin
- Anton Shkarin
- Egor Shaykov
- Gibson Hosea
- Christian Torres
- Stephan Maier
- Michael Rodrigues
- Angelo Schirinzi
- Coco
- Fabian
- Matias
- Bakhit Alabadla
- Ibrahim Albalooshi
- Rami Al Mesaabi
- Qambar Sadeqi

1 bàn thắng
- 32 cầu thủ khác mỗi cầu thủ 1 bàn

1 bàn phản lưới nhà
- Coulibaly (trong trận gặp Tây Ban Nha)
- Hirofumi Oda (trong trận gặp Tây Ban Nha)
- Alan (trong trận gặp Uruguay)
- Miguel (trong trận gặp Bồ Đào Nha)

## Bảng xếp hạng giải đấu
| VT | Đội tuyển        |
| -- | ---------------- |
| 1  | Brasil           |
| 2  | Thụy Sĩ          |
| 3  | Bồ Đào Nha       |
| 4  | Uruguay          |
| 5  | Nhật Bản         |
| 6  | Tây Ban Nha      |
| 7  | Nga              |
| 8  | Ý                |
| 9  | Argentina        |
| 10 | UAE              |
| 11 | Bờ Biển Ngà      |
| 12 | Nigeria          |
| 13 | Quần đảo Solomon |
| 14 | El Salvador      |
| 15 | Costa Rica       |
| 16 | Bahrain          |